# Andrija Zmajević
Andrija Zmajević (Perast, 1628. – Perast, 7. rujna 1694.) bio je hrvatski katolički prelat, pjesnik i kulturni djelatnik.

## Životopis
Rodio se u obitelji Nikole i Kate Zmajević. Školovao se prvo u Perastu, a zatim u Kotoru. Studirao je filozofiju i teologiju u Rimu na Urbanovom zavodu Kongregacije za širenje vjere. Tamo je postigao doktorat te odlazi iz Rima 21. veljače 1656. godine. Godine 1656. imenovan je opatom samostana sv. Jurja na otoku.
Prije imenovanja nadbiskupom obavljao je dužnost vikara u Budvi i povjerenika Svete Stolice (1670.), a 1671. godine postavljen je za barskog nadbiskupa i primasom Srbije. Nadbiskupijom je upravljao iz Paštrovića zbog nemogućnosti boravka u Baru, koji se nalazio u turskim rukama.
U Perastu je 1664. dao podići baroknu palaču, a 1678. i kapelicu Gospe od Ružarija u kojoj je i sahranjen.

## Djela
- „Slovinska Dubrava”
- „Poslanica kanoniku Tripu Škuri”
- „Boj peraški”
- „Pjesma od pakla”
- „Ljetopis crkovni”

### Članci
- Brajković, Gracija. 1980. Nadbiskup Andrija Zmajević. Crkva u svijetu. Sveučilište u Splitu - Katolički bogoslovni fakultet. Split. 15 (2): 179–181

### Mrežna sjedišta
- Zmajević, Andrija. Hrvatska enciklopedija, mrežno izdanje. Pristupljeno 4. prosinca 2024.